# Torneo de Reserva 2004-05
El Torneo de Reserva 2004-05 fue la sexagésimo cuarta edición del certamen organizado por la Asociación del Fútbol Argentino. Participaron un total de 18 equipos, todos participantes de la Primera División 2004-05.
El certamen no terminó de disputarse, por lo que no hubo campeón.

## Equipos
De los 20 equipos, participaron 18 en esta edición ya que Huracán de Tres Arroyos e Instituto de Córdoba desistieron:
| Equipo                      | Ciudad          | Estadio                            |
| --------------------------- | --------------- | ---------------------------------- |
| Almagro                     | José Ingenieros | Tres de Febrero                    |
| Argentinos Juniors          | Buenos Aires    | Diego Armando Maradona             |
| Arsenal                     | Sarandí         | Julio Humberto Grondona            |
| Banfield                    | Banfield        | Florencio Sola                     |
| Boca Juniors                | Buenos Aires    | Alberto J. Armando                 |
| Colón                       | Santa Fe        | Brigadier General Estanislao López |
| Estudiantes de La Plata     | La Plata        | Jorge Luis Hirschi                 |
| Gimnasia y Esgrima La Plata | La Plata        | Juan Carmelo Zerillo               |
| Independiente               | Avellaneda      | La Doble Visera                    |
| Lanús                       | Lanús           | Ciudad de Lanús                    |
| Newell's Old Boys           | Rosario         | Coloso del Parque                  |
| Olimpo                      | Bahía Blanca    | Roberto Natalio Carminatti         |
| Quilmes                     | Quilmes         | Centenario Dr. José Luis Meiszner  |
| Racing                      | Avellaneda      | Presidente Perón                   |
| River Plate                 | Buenos Aires    | Antonio Vespucio Liberti           |
| Rosario Central             | Rosario         | Gigante de Arroyito                |
| San Lorenzo de Almagro      | Buenos Aires    | Pedro Bidegain                     |
| Vélez Sarsfield             | Buenos Aires    | José Amalfitani                    |

### Distribución geográfica de los equipos
| Región                                   | Cant. | Equipos                                                                                 |
| ---------------------------------------- | ----- | --------------------------------------------------------------------------------------- |
| Conurbano bonaerense                     | 7     | Almagro, Arsenal, Banfield, Independiente, Lanús, Quilmes y Racing                      |
| Ciudad de Buenos Aires                   | 5     | Argentinos Juniors, Boca Juniors, River Plate, San Lorenzo de Almagro y Vélez Sarsfield |
| Provincia de Santa Fe                    | 3     | Colón, Newell's Old Boys y Rosario Central                                              |
| Ciudad de La Plata                       | 2     | Estudiantes de La Plata y Gimnasia y Esgrima La Plata                                   |
| Interior de la provincia de Buenos Aires | 1     | Olimpo                                                                                  |

## Sistema de disputa
Se llevó a cabo en dos ruedas, por el sistema de todos contra todos, invirtiendo la localía. La tabla final de posiciones del torneo se estableció por acumulación de puntos.

## Tabla de posiciones
| Pos. | Equipo                      | Pts. | J  | DG  | GF |
| ---- | --------------------------- | ---- | -- | --- | -- |
| 1.°  | Banfield                    | 59   | 29 | 19  | 43 |
| 2.°  | River Plate                 | 55   | 30 | 16  | 46 |
| 3.°  | Vélez Sarsfield             | 49   | 27 | 10  | 38 |
| 4.°  | Newell's Old Boys           | 49   | 28 | 4   | 22 |
| 5.°  | Argentinos Juniors          | 45   | 30 | 1   | 41 |
| 6.°  | Arsenal                     | 44   | 30 | 5   | 42 |
| 7.°  | Gimnasia y Esgrima La Plata | 41   | 27 | 9   | 44 |
| 8.°  | Lanús                       | 38   | 28 | 8   | 37 |
| 9.°  | Colón                       | 37   | 26 | 1   | 31 |
| 10.° | San Lorenzo de Almagro      | 36   | 27 | 2   | 38 |
| 11.° | Independiente               | 35   | 27 | -10 | 29 |
| 12.° | Quilmes                     | 34   | 30 | -17 | 22 |
| 13.° | Almagro                     | 34   | 29 | -19 | 28 |
| 14.° | Racing                      | 30   | 22 | 4   | 32 |
| 15.° | Boca Juniors                | 29   | 27 | -1  | 32 |
| 16.° | Rosario Central             | 28   | 26 | -13 | 28 |
| 17.° | Olimpo                      | 28   | 26 | -13 | 12 |
| 18.° | Estudiantes de La Plata     | 22   | 27 | -14 | 25 |